# أندريا غيرا
أندريا غيرا (بالإيطالية: Andrea Guerra)‏ (4 سبتمبر 1972 بولسانو إيطاليا - ) هو لاعب كرة قدم إيطالي يلعب كمدافع.